# Campeonato Mato-Grossense de Futebol de 2025
O Campeonato Mato-Grossense de Futebol de 2025 ou Mato-Grossense Primeira Divisão Martinello Sicredi 2025 (por questões de patrocínio) foi a 83ª edição da principal divisão de futebol de Mato Grosso. A disputa da competição foi organizada pela entidade máxima do futebol mato-grossense – Federação Mato-Grossense de Futebol (FMF).
A competição estadual iniciou em 11 de janeiro e se encerrou em 29 de março. Habitualmente era disputado por dez equipes, contudo o Cáceres Esporte Clube informou sua desistência.

## Equipes participantes

### Promovidos e rebaixados
| Pos. | Rebaixado da Primeira Divisão de 2024 |
| ---- | ------------------------------------- |
| 9º   | Dom Bosco                             |
| 10º  | AA Araguaia                           |

| Pos. | Promovido da Segunda Divisão de 2024 |
| ---- | ------------------------------------ |
| 1º   | Cáceres                              |
| 2º   | Sport Sinop                          |

### Informações das equipes
| Aumento | Equipes promovidas da Segunda Divisão de 2024 |

## Estádios
| Estádios e Localizações dos Clubes | Estádios e Localizações dos Clubes | Estádios e Localizações dos Clubes | Estádios e Localizações dos Clubes | Estádios e Localizações dos Clubes |
| Academia | Cuiabá                             | Luverdense                         | Mixto                              | Nova Mutum                         |
| --- | ---------------------------------- | ---------------------------------- | ---------------------------------- | ---------------------------------- |
| Luthero Lopes | Arena Pantanal                     | Passo das Emas                     | Dutrinha                           | Valdir Doilho Wons                 |
| Capacidade: 18 000 | Capacidade: 44 097                 | Capacidade: 10 000                 | Capacidade: 7 500                  | Capacidade: 1 000                  |
| |                                    |                                    |                                    |                                    |
| Cuiabá Mixto Academia União Rondonópolis Luverdense Nova Mutum Operário VG Primavera Sport SinopLocalização das sedes das equipes no Mato-Grossense Primeira Divisão Martinello Sicredi 2025. |                                    |                                    |                                    |                                    |
| Operário VG | Primavera                          | Sport Sinop                        | União Rondonópolis                 |                                    |
| Dito Souza | Cerradão                           | Gigante do Norte                   | Luthero Lopes                      |                                    |
| Capacidade: 2 600 | Capacidade: 4 000                  | Capacidade: 13 000                 | Capacidade: 18 000                 |                                    |
| |                                    |                                    |                                    |                                    |

## Primeira fase
| Pos | Equipe             | Pts | J | V | E | D | GP | GC | SG  | Classificação ou descenso |     | MIX | CUI | OVG | PRI | NMU | URO | LUV | SSP | ACA |
| --- | ------------------ | --- | - | - | - | - | -- | -- | --- | ------------------------- | --- | --- | --- | --- | --- | --- | --- | --- | --- | --- |
| 1   | Mixto              | 18  | 8 | 5 | 3 | 0 | 17 | 5  | +12 | Semifinais                |     | —   |     | 1–1 |     | 5–0 |     | 4–1 |     | 3–1 |
| 2   | Cuiabá             | 16  | 8 | 4 | 4 | 0 | 18 | 5  | +13 | Semifinais                |     | 1–1 | —   |     |     | 5–0 |     | 3–1 | 5–0 |     |
| 3   | Operário VG        | 16  | 8 | 4 | 4 | 0 | 11 | 4  | +7  | Quartas de final          |     |     | 0–0 | —   | 1–1 | 2–1 |     |     | 4–0 |     |
| 4   | Primavera          | 13  | 8 | 3 | 4 | 1 | 12 | 6  | +6  | Quartas de final          |     | 0–1 | 1–1 |     | —   |     | 3–0 |     | 1–1 |     |
| 5   | Nova Mutum         | 10  | 8 | 3 | 1 | 4 | 7  | 18 | −11 | Quartas de final          |     |     |     |     | 1–4 | —   | 2–1 |     | 1–0 | 1–0 |
| 6   | União Rondonópolis | 9   | 8 | 2 | 3 | 3 | 8  | 9  | −1  | Quartas de final          |     | 1–1 | 2–2 | 0–1 |     |     | —   |     |     | 1–0 |
| 7   | Luverdense         | 8   | 8 | 2 | 2 | 4 | 7  | 14 | −7  |                           |     |     |     | 0–1 | 1–1 | 1–1 | 0–3 | —   |     |     |
| 8   | Sport Sinop        | 5   | 8 | 1 | 2 | 5 | 4  | 14 | −10 |                           | 0–1 |     |     |     |     | 0–0 | 1–2 | —   | 2–0 |     |
| 9   | Academia           | 1   | 8 | 0 | 1 | 7 | 2  | 11 | −9  | Rebaixado à Série B 2026  |     |     | 0–1 | 1–1 | 0–1 |     |     | 0–1 |     | —   |

## Fases finais
Em itálico, as equipes que possuem o mando de campo no primeiro confronto; em negrito as equipes vencedoras.
|  | Quartas de final | Quartas de final   | Quartas de final | Quartas de final | Quartas de final |  |  | Semifinais | Semifinais      | Semifinais | Semifinais | Semifinais |  |  | Final | Final           | Final | Final | Final |
|  |                  |                    |                  |                  |                  |  |  |            |                 |            |            |            |  |  |       |                 |       |       |       |
|  |                  |                    |                  |                  |                  |  |  | 1          | Primavera (pen) | 1          | 2          | 3 (4)      |  |  |       |                 |       |       |       |
|  | 5                | Nova Mutum         | 1                | 1                | 2                |  |  |            | Mixto           | 1          | 2          | 3 (2)      |  |  |       |                 |       |       |       |
|  | 4                | Primavera          | 0                | 5                | 5                |  |  |            |                 |            |            |            |  |  |       | Primavera (pen) | 1     | 1     | 2 (4) |
|  |                  |                    |                  |                  |                  |  |  |            |                 |            |            |            |  |  |       | Cuiabá          | 2     | 0     | 2 (2) |
|  |                  |                    |                  |                  |                  |  |  | 2          | Operário VG     | 0          | 0          | 0          |  |  |       |                 |       |       |       |
|  | 6                | União Rondonópolis | 0                | 0                | 0                |  |  |            | Cuiabá          | 1          | 2          | 3          |  |  |       |                 |       |       |       |
|  | 3                | Operário VG        | 1                | 0                | 1                |  |  |            |                 |            |            |            |  |  |       |                 |       |       |       |

|  | Disputa do 3° lugar |   |   |   |
|  |                     |   |   |   |
|  | Operário VG         | 0 | 2 | 2 |
|  | Mixto               | 0 | 3 | 3 |

## Premiação
| Campeão Mato-Grossense de 2025 |
| ------------------------------ |
| Primavera Campeão (1.º título) |